# Баравуха (станція)
Бараву́ха (біл. Бараву́ха) — проміжна залізнична станція 5-го класу Вітебського відділення Білоруської залізниці на лінії Полоцьк — Бігосово між станціями Ропнянська (6,9 км) та Адамове (9,1 км). Розташована у однойменному селищі Баравуха (нині — середмістя Новополоцька) Полоцького району Вітебської області.

## Історія
Станція Баравуха відкрита 1886 року під час будівництва Риго-Орловської залізниці. 1916 року, під час Першої світової війни, класик білоруської літератури, майбутній народний поет Білорусі Янка Купала деякий час працював на станції Баравуха старшим робітником дорожньо-будівельного загону Варшавського округу залізниць. З нагоди цієї події на фасаді будівлі вокзалу встановлено меморіальну дошку.
У вересні 1951 року побудована нова будівля вокзалу, яка обладнана залом чекання для пасажирів, приміщенням для матері та дитини, а також офісними приміщеннями.

## Пасажирське сполучення
На станції Баравуха зупиняються поїзди регіональних ліній економкласу сполученням Полоцьк — Бігосово.